# Péninsule de Taman
Pour les articles homonymes, voir Taman.
 (juin 2020).
Si vous disposez d'ouvrages ou d'articles de référence ou si vous connaissez des sites web de qualité traitant du thème abordé ici, merci de compléter l'article en donnant les références utiles à sa vérifiabilité et en les liant à la section « Notes et références ».
La péninsule de Taman est une péninsule du kraï de Krasnodar dans le sud-ouest de la Russie. Avec la péninsule de Kertch, en Crimée, dont elle est séparée par le détroit de Kertch, elle sépare la mer Noire au sud de la mer d'Azov au nord.

## Géographie
Au cours du XIXe siècle, la population resta éparse. La plus grande ville est alors une ville cosaque appelée Taman qui s'ouvre sur une profonde baie, à laquelle succéda le port de Temriouk à la fin du siècle.
La péninsule abrite des petits volcans de boue, des réserves de gaz naturel et de pétrole ainsi que de nombreux limans : d'Akhtanizovskaïa, de Kiziltach, de Kourtchanskaïa, de Starotitarovskaïa, Tsokour, de Vitiazevo.

## Histoire
À partir du VIe siècle av. J.-C., après avoir — selon Strabon — repoussé les Scythes (Méotes, Sindi...) qui vivaient là, furent fondées dans la péninsule plusieurs colonies grecques pontiques : Germonassa (actuellement Tmoutarakan), Phanagoria, Panticapée (aujourd'hui Kertch)...
En 2016 fut découverte une nécropole de 600 tombes, où furent inhumés de nombreux guerriers grecs. Son lieu exact est tenu secret.
La péninsule constitue alors une partie du royaume du Bosphore, qui perdurera jusqu'au Ve siècle, selon ses dernières traces écrites connues.
Ses habitants comprennent des Sarmates, des Grecs, des Anatoliens venus du royaume du Pont, des Juifs. 
Au IVe siècle, la région est envahie par les Huns.
Elle est plus tard la capitale de la Grande Bulgarie et tombe aux mains des Khazars au milieu du VIIe siècle. Après la chute du khaganat khazar, aux alentours de l'an 969, la péninsule devient une partie de l'État juif khazar sous le règne de David de Taman (en). 
Vers la fin des années 980, elle est en grande partie devenue possession des Rus' de Kiev et de la principauté russe de Tmoutarakan avant de passer sous le contrôle des Coumans vers 1100. Les Mongols se saisissent de la péninsule en 1239 puis elle devient en 1419 une des possessions de Gênes, avec la Gazarie en Crimée.
Durant la majeure partie du XVe siècle, la péninsule est dirigée directement par la famille de Ghisolfi (en), fondée par le juif génois Siméon de Ghisolfi. Le contrôle de la région par des gouverneurs, commissaires ou princes juifs a ouvert un débat sur une possible survivance du judaïsme khazar dans le sud de la Russie à cette période. 
En 1483, la péninsule de Taman est prise par le khanat de Crimée puis par l'Empire ottoman en 1783.
En 1791, durant la Seconde guerre russo-turque (1787-1792), la péninsule passe sous administration russe. Mikhaïl Lermontov l'évoque dans Un héros de notre temps (roman) (1840).
Taman est occupée par les troupes allemandes en 1942, puis reprise par l'Armée rouge en 1943. L'histoire du film Croix de fer raconte les conflits dans la conduite d'un régiment de la Wehrmacht lors de la retraite de la péninsule de Taman vers la Crimée.
EN 2009 est ouvert le Port de Taman.

## Source
- (en) Cet article est partiellement ou en totalité issu de l’article de Wikipédia en anglais intitulé « Taman Peninsula » (voir la liste des auteurs).